# Darko Vukić
Darko Vukić (Zagreb, República Federal de Yugoslavia (actual Croacia), 2 de diciembre de 1968) es un exfutbolista croata que se desempeñaba como media punta y vistió las camisetas de muchos clubes en países como Francia y México.

## Trayectoria
Inició en su natal Zagreb, jugando para el NK Zagreb de la Prva HNL en la 90/91. En la 94/95 tuvo un paso por la segunda división de la Ligue 2 de Francia para el Nîmes Olympique y regresó a Croacia; al finalizar la 96/97 fue traído a México para integrarse al Verano 98 con el Deportivo Toluca. 
Ahí tuvo un buen debut, organizando el juego desde que entró y haciendo buena pareja con José Saturnino Cardozo, así se ganó un lugar y en ese torneo tuvo bastante regularidad. Las siguientes dos ligas salió del cuadro inicial por decisión técnica y llegó al banco de suplentes donde actuaba casi siempre como cambio.
En el Invierno 99 después de colaborar poco en dos campeonatos es transferido a la filial el Atlético Mexiquense de Primera A. Para el siguiente torneo regresa al máximo circuito con Atlético Celaya también de México a préstamo y tras un torneo regular lo envían al Real San Luis para el Verano 2001. Finalmente regresó a su país como jugador libre para una última temporada profesional con el NK Zagreb, equipo con el cual se retiró en la 2002/03.

## Selección nacional
El único partido que jugó con su selección fue un amistoso contra Eslovaquia en 1994 en el que perdieron 4-1.

## Clubes
| Club             | País    | Año       |
| ---------------- | ------- | --------- |
| NK Zagreb        | Croacia | 1990-1994 |
| Nîmes Olympique  | Francia | 1994      |
| NK Zagreb        | Croacia | 1995-1997 |
| Deportivo Toluca | México  | 1997-1999 |
| Atlético Celaya  | México  | 1999-2000 |
| Real San Luis    | México  | 2000-2001 |
| NK Zagreb        | Croacia | 2002-2003 |

## Palmarés

### Campeonatos nacionales
| Título                     | Club             | País   | Año  |
| -------------------------- | ---------------- | ------ | ---- |
| Primera División de México | Deportivo Toluca | México | 1998 |
| Primera División de México | Deportivo Toluca | México | 1999 |